# Villablanca
Villablanca – miasto w Hiszpanii, w Andaluzji. W 2007 liczyło 2577 mieszkańców.